# Helga Ulmer
Helga Ulmer (* 8. Januar 1939 in Stuttgart; † 26. November 2023) war eine deutsche Politikerin der SPD.

## Leben und Politik
Nach einer Ausbildung zur Bankkauffrau war Ulmer ehrenamtlich und hauptamtlich in der evangelischen Jugendarbeit tätig. Ehrenamtlich engagierte sie sich auch im Gesamtelternbeirat der Stadt Stuttgart.
Helga Ulmer war seit 1972 Mitglied der SPD und war zunächst im Bezirksbeirat Stuttgart-Nord und der Arbeitsgemeinschaft sozialdemokratischer Frauen tätig. Von 1980 bis 1992 gehörte sie erstmals dem Stuttgarter Gemeinderat an und war dort ab 1985 Vorsitzende der SPD-Fraktion und damit auch die erste weibliche Vorsitzende einer Stuttgarter Gemeinderatsfraktion überhaupt.
Bei der Landtagswahl 1992 wurde Helga Ulmer in den Landtag von Baden-Württemberg gewählt. Sie vertrat über das Direktmandat den Wahlkreis Stuttgart IV, nachdem die SPD in Stuttgart zuvor 16 Jahre lang keinen Landtagswahlkreis direkt hatte gewinnen können. Im Landtag war sie Mitglied des Finanzausschusses und des Ausschusses für Familie, Frauen, Weiterbildung und Kunst. Bei der folgenden Wahl 1996 konnte sie das Landtagsmandat nicht verteidigen und kandidierte 1999 erneut für den Gemeinderat, dem sie bis 2004 angehörte.
Helga Ulmer war evangelischer Konfession und verheiratet. Aus der Ehe gingen zwei Töchter hervor.